# یواس‌ان‌اس پالاکس (تی-ای‌کی‌آر-۲۹۰)
یواس‌ان‌اس پالاکس (تی-ای‌کی‌آر-۲۹۰) (به انگلیسی: USNS Pollux (T-AKR-290)) یک کشتی است که طول آن ۹۴۶ فوت ۲ اینچ (۲۸۸ متر) می‌باشد. این کشتی در سال ۱۹۷۳ ساخته شد.